# Françoise Filastre
Françoise Filastre (1645-1680), foi uma envenenadora francesa. Ela era um dos acusados no famoso Caso dos Venenos. Seu testemunho foi vital para a incriminação de Madame de Montespan no caso.
Françoise Filastre era uma associada de La Voisin, uma suposta feiticeira francesa que realizou trabalhos de magia negra para Madame de Montespan, com a finalidade de aproximá-la de Luís XIV, então rei da França e seu amante. Em 1679, Madame de Montespan contratou La Voisin para assassinar o rei e Marie Angélique de Scorailles, a última amante do monarca. Quando os planos falharam devido à prisão de La Voisin, Montespan contratou Françoise Filastre para executar o plano. Ela acabou sendo presa em dezembro de 1679.
Em agosto de 1680, após a execução de La Voisin, em fevereiro, a ligação entre La Voisin e Madame de Montespan e o plano para assassinar o rei foram revelados por sua filha, Marguerite Monvoisin, que em 9 de outubro também confirmou as declarações de agosto dadas por Adam Lesage, sobre o sacrifício de crianças para as missas negras realizadas por La Voisin a pedido de Montespan. Em 30 de setembro do mesmo ano, Françoise Filastre foi condenada à morte, e em 1 outubro, ela foi submetida a tortura, durante o qual confirmou os depoimentos de Marguerite Monvoisin. Isto foi considerado como a confirmação final a polícia precisava considerar a implicação de Montespan como provado. Ainda em 1 de outubro, a polícia informou o monarca, e no mesmo dia, ele ordenou o fim da  investigação.
Françoise Filastre retraiu suas declarações, logo que a tortura parou. Seu testemunho a respeito do sacrifício de crianças foi confirmado por Marguerite Monvoisin em 9 de Outubro e Guibourg Etienne em 10 de Outubro. Ela foi executada em Paris em 1680.